# Syndicat unifié des techniciens
Le Syndicat unifié des techniciens (SUT) est un syndicat qui a lancé et animé plusieurs grèves historiques dans l'audiovisuel.

## Histoire
Le SUT a été créé en 1959, par un petit groupe de dissidents de la CGT, parmi lesquels Pierre Simonetti, pour s’affranchir de l’hégémonie de la puissante fédération CGT du spectacle.
Dès 1960, le SUT participe à la création de la Fédération Syndicale Unifiée (FSU), qui fédère aussi le Syndicat unifié des administratifs (SUA), le Syndicat unifié des ouvriers (SUO) et le Syndicat unifié des personnels artistiques (SUPA), trois autres syndicats bâtis sur le modèle du SUT.
En 1962, il s'allie au nouveau Syndicat des journalistes de radio et de télévision (SRJT), né à la suite d'une grève menée sur les thèmes de la déontologie des journalistes et soutenu également par deux dirigeants de la CFTC de l'audiovisuel, Pierre Andreu et Henri Poumerol. Avec eux, il participe à la grève d'octobre 1962 : soutenus par les techniciens, les journalistes contestent la sur-médiatisation de Charles de Gaulle. Ils boycottent les journaux télévisés du 17 octobre 1962, soit onze jours avant le référendum constitutionnel sur l’élection du Président de la République au suffrage universel direct.
En 1965, l’ORTF voit se créer le Syndicat Interprofessionnel Radio et Télévision (SIRT) CFDT, qui regroupe les anciens de la CFTC et souhaite réunir journalistes et techniciens. En 1972, sous l’impulsion d'un de ses dirigeants, Pierre Régnier, et de Pierre Simonetti, de la FSU, il est décidé que les sections CFDT et FSU doivent systématiquement travailler en commun, dans le cadre de réunions interprofessionnelles, en vue de la création d’un futur syndicat unique, pour faire face au risque d'éclatement de l’ORTF, qui se concrétise en 1974. La FSU décide d’adhérer à la CFDT lors d'un congrès de fusion, en décembre 1974, où sera créé le Syndicat unifié de la Radio-télévision (SURT-CFDT), dirigé par François Werner, qui a été aidé pour cette fusion par Marc Avril, René Hampe, Régis Farnoux, Maurice Billy et Michel Rey.